# Alexander Stewart (cantante)
Alexander Stewart (Toronto; 27 de agosto de 1999) es un cantante, compositor y músico canadiense. Comenzó a compartir canciones versionadas en YouTube en 2010 y posteriormente en TikTok, donde publica covers y composiciones propias
Algunas de sus canciones más conocidas son «Backwards» con la que logró entrar en el Top 40 de la radio canadiense CHR o «i wish you cheated» con la que alcanzó su debut en la lista Canadian Hot 100 tras su actuación en The Tonight Show Starring Jimmy Fallon  Ha logrado su primer "Gold Record” en 2024 con la canción «blame’s on me».

## Primeros años
Alexander Stewart nació en Toronto, Canadá, el 27 de agosto de 1999. La música le acompañó desde pequeño, incluso escribió una pequeña composición a los cuatro años: «I love my mum». En su infancia cantó en la Iglesia y participó en el coro de su escuela, tomando a su vez clases de piano y guitarra. Durante la enseñanza secundaria decidió que quería dedicarse a ello, a raíz de la presión de una profesora por decidir sobre su futuro.  Alexander comenzó a pasar tiempo en el estudio de su padre realizando grabaciones musicales.

## Carrera musical
Revelación y Enamorado (2018)
A los 15 años comenzó a subir covers a YouTube. Su versión de «Havana» de Camila Cabello en 2017, producida por su padre, se convirtió en su primer vídeo viral en redes sociales. También publicó adaptaciones de otros éxitos como «New York State of Mind» de Billy Joel o «The Cure» de Lady Gaga. 
A los 18 años, decidió que no quería basar su carrera musical en covers y eliminó todo el material de Spotify para trasladarse a Los Ángeles y comenzar a crear canciones originales. El giro de su carrera llegó con «Enamorado», su primer sencillo que da nombre a su EP debut, en el que versiona «Enamorado» con otros artistas como Dave Audé.
Ese mismo año fue invitado a cantar en honor a las víctimas del tiroteo de Danforth, ocurrido en el distrito GreekTown, donde Stewart creció.
Años de crecimiento (2019, 2020 y 2021)
Combinó la actividad en redes sociales con la producción de canciones propias. En 2020, Stewart logró alcanzar el puesto número 31 en la lista de radio Canada CHR/Top 40 con el sencillo «Backwards», que da nombre a su EP publicado ese mismo año. En 2021, lanzó su EP Aftermath.
«Echo» (2022)
En el mes de junio, Stewart participó en el festival LA Pride con motivo del Mes del Orgullo en Los Ángeles, donde compartió escenario con artistas como Christina Aguilera o Anitta. Publicó «echo» y «blame’s on me», entre otros sencillos.
If You Only Knew (2023)
Publicó sencillos como «Leave me in the dark», «I’m trying», «Birthday cake (ft. Dylan Conrique)» y su EP, If You Only Knew. Fue telonero de Charlie Puth en The “Charlie” Live Experience junto a Blu Detiger. También abrió los conciertos de la primera mitad de la gira estadounidense de Eric Nam.
Recibió el reconocimiento como segundo artista más popular en TikTok en Canadá, tras Lauren Spencer Smith. Además, presentó «i wish you cheated» en Jimmy Fallon en octubre de 2023 y promocionó su canción «if you only knew» en el programa Late Night with Seth Meyers en diciembre. Este mismo año participó en un cameo para el videoclip «You only love me» de Rita Ora 
Álbum Debut y Gold Record (2024)
El 10 de mayo de 2024, Alexander Stewart sacó al mercado su álbum debut Bleeding Heart, incluyendo algunos de sus éxitos como «i wish you cheated», «if you only knew» y «broken by you». Su tema «blame’s on me», que también forma parte de su álbum debut, cuenta con más de 100 millones de escuchas en Spotify. Además, con este sencillo el artista consiguió su primer “Gold Record”. Actualmente, Alexander Stewart se encuentra realizando la gira The Bleeding Hearts Tour alrededor de 31 ciudades de Estados Unidos, Reino Unido y Europa.

## Discografía
Álbumes
| Título         | Año  |
| Bleeding Heart | 2024 |

Extended Plays (EP)
| Título           | Año  |
| Enamorado        | 2018 |
| Backwards        | 2020 |
| Aftermath        | 2021 |
| if you only knew | 2023 |

Sencillos
| Título                                       | Año  | Álbum               | EP        |                                            | Título | Año                | Álbum            | EP |
| -------------------------------------------- | ---- | ------------------- | --------- | ------------------------------------------ | ------ | ------------------ | ---------------- | -- |
| "Enamorado"                                  | 2018 | Sencillo sin állbum |           | “Let me hate you”                          | 2021   |                    | Aftermath        |    |
| “Enamorado” (Dave Audé Reggaeton Remix)      | 2018 |                     | Enamorado | “Aftermath”                                | 2021   |                    | Aftermath        |    |
| “Enamorado” (ft. The Last Bandoleros)        | 2018 |                     | Enamorado | “Different people” (feat. HAVEN)           | 2021   | Sencillo sin álbum |                  |    |
| “Enamorado” (ft. Shadowluxx) - Live Acoustic | 2018 |                     | Enamorado | “echo”                                     | 2022   | Sencillo sin álbum |                  |    |
| “Enamorado” (Dave Audé Extended Remix)       | 2018 |                     | Enamorado | “echo” (PRETTY YOUNG Remix)                | 2022   | Sencillo sin álbum |                  |    |
| “This is your life”                          | 2019 | Sencillo sin álbum  |           | “echo” (acoustic)                          | 2022   | Sencillo sin álbum |                  |    |
| “Don’t give your heart away for Christmas”   | 2019 | Sencillo sin álbum  |           | “when you love someone”                    | 2022   | Sencillo sin álbum |                  |    |
| “Halo”                                       | 2019 | Sencillo sin álbum  |           | “back to you”                              | 2022   | Sencillo sin álbum |                  |    |
| “Backwards”                                  | 2020 |                     | Backwards | “would you lie” (feat. Seeb)               | 2022   | Sencillo sin álbum |                  |    |
| “Best damn thing”                            | 2020 |                     | Backwards | “blame’s on me”                            | 2022   | Sencillo sin álbum |                  |    |
| “Shy”                                        | 2020 |                     | Backwards | “leave me in the dark”                     | 2023   | Sencillo sin álbum |                  |    |
| “Shady”                                      | 2020 |                     | Backwards | “I’m trying”                               | 2023   | Sencillo sin álbum |                  |    |
| “Single”                                     | 2020 |                     | Backwards | “birthday cake” (duet with Dylan Conrique) | 2023   | Sencillo sin álbum |                  |    |
| “No Thanks”                                  | 2020 |                     | Backwards | “i wish you cheated”                       | 2023   | Bleeding Heart     | if only you knew |    |
| “Backwards” (Dave Audé Remix)                | 2020 |                     | Backwards | “drunk thought”                            | 2023   |                    | if only you knew |    |
| “Compare Myself”                             | 2020 | Sencillo sin álbum  |           | “knowing you exist”                        | 2023   |                    | if only you knew |    |
| “Backwards” (Acoustic)                       | 2020 | Sencillo sin álbum  |           | “october”                                  | 2023   |                    | if only you knew |    |
| "STOP & GO" (feat. MIME)                     | 2021 | Sencillo sin álbum  |           | “he never will”                            | 2023   |                    | if only you knew |    |
| “House of Cards”                             | 2021 | Sencillo sin álbum  |           | “if you only knew”                         | 2023   | Bleeding Heart     | if only you knew |    |
| “24 Hours”                                   | 2021 |                     | Aftermath | “i wish you cheated” (acoustic)            | 2023   | Sencillo sin álbum |                  |    |
| “Pressure”                                   | 2021 |                     | Aftermath | “i wish you cheated” (Frank Walker Remix)  | 2024   | Sencillo sin álbum |                  |    |
| “House of Cards”                             | 2021 |                     | Aftermath | “broken by you”                            | 2024   | Bleeding Heart     |                  |    |
| "Be Sad"                                     | 2021 |                     | Aftermath | “day i die”                                | 2024   | Bleeding Heart     |                  |    |

## Certificaciones
| Canción         | Certificación |
| “blame’s on me” | Gold Record   |